# Ejército de la India británica
El Ejército Indio (en inglés: Indian Army), conocido también como Ejército Indio Británico (en inglés: British Indian Army), fue el ejército de tierra de la India británica (1858-1947). Sirvió como una fuerza de seguridad en la propia India y en otros escenarios de guerra, sobre todo durante las Guerras Mundiales.
Entre 1903 y 1947 el Ejército de la India estaba formado por dos entidades separadas: el Ejército Indio y el Ejército Británico. El primero lo formaban regimientos reclutados en la India, junto con oficiales expatriados británicos, y que estaba establecido de forma permanente allí. El segundo eran regimientos originarios del Reino Unido que eran enviados a la India para cumplir su servicio, siendo después relocalizados en otras partes del imperio o devueltos al Reino Unido.
El Ejército Indio se formó después de la Rebelión de la India de 1857, cuando la corona estableció el gobierno directo suplantando a la Compañía Británica de las Indias Orientales, que tenía su propio ejército, pagado con sus beneficios. 
El ejército de la Compañía reclutaba principalmente hindúes de casta alta en Bengala, Bihar y Uttar Pradesh. Estas mismas tropas fueron predominantes en la rebelión debido al trato extremadamente duro que recibían por parte de los oficiales británicos. Después de la rebelión el reclutamiento cambió de política a lo que los británicos llamaron las "razas marciales", particularmente sijes, gurkhas, pastunes, garhwalis, mohyals, punyabí musulmanes y dogras. Los jats y baluchíes también proporcionaron muchos soldados.
La principal función del Ejército Indio era vista como la defensa de la Frontera del Noroeste frente a una invasión rusa vía Afganistán, la seguridad interna, y la guerra expedicionaria en el Océano Índico. Estaba compuesto de unos 150 000 hombres en 1914.
Fue durante la Primera y Segunda Guerra Mundial cuando el Ejército Indio se demostró tremendamente útil como fuerza adjunta a los ejércitos británicos, no solo en la India, sino también en otros lugares. Siendo el reclutamiento era enteramente voluntario, 1,3 millones de hombres sirvieron en la Primera Guerra Mundial, la mayoría en el Frente Occidental, pero también en Oriente Medio; y 2,5 millones en la Segunda. En 1932, la Academia India Militar permitió por primera vez formar a indios para puestos de oficiales. La mayoría de los oficiales, un 65 %, fueron sijes, mientras que en infantería representaban el 20 % del total.